# Jia (Pingdingshan)
Jia  (en chino, 郏; pinyin, Jiá; Wade-Giles, chia) es un condado  bajo la administración directa de la Prefectura Pingdingshan en la Provincia de Henan, República Popular China.  Su área es de 725 km² y su población total para 2010 superó los 570 mil habitantes. 

## Administración
Desde noviembre de 2020, el  Condado Jia  se divide en 15 pueblos que se administran en 2 subdistritos,  8 poblados y 5 villas. 

## Toponimia
El topónimo Jia [/chiá/] data de la dinastía Han Occidental. Según las Crónicas del Condado Ruzhou (汝州县志) dice; el condado Jia originalmente fue un feudo concedido al príncipe Jia'ao (郏敖) del Estado  Chu, cuando este feudo cayó, fue anexado como condado.